# Naliściak brzozowiak
Naliściak brzozowiak (Phyllobius (Phyllobius) betulinus) – gatunek chrząszcza z rodziny ryjkowcowatych i podrodziny Entiminae.

## Taksonomia
Gatunek ten został opisany po raz pierwszy w 1801 roku przez Johana Christiana Fabriciusa jako Curculio betulae. Nowy, obecnie uznawany epitet gatunkowy wprowadzili w 1805 roku Johann Matthäus Bechstein i Georg Ludwig Scharfenberg w kombinacji Curculio betulinus. Historycznie gatunek ten umieszczany był w podrodzajach Mylacomias, Neripletenus, Phyllobidius, Phyllobiomorphus, Subphyllobius i Ustavenus. Współcześnie klasyfikowany jest w podrodzaju nominatywnym rodzaju naliściak (Phyllobius) i wyróżnia się w jego obrębie dwa podgatunki:
- Phyllobius (Phyllobius) betulinus betulinus (Bechstein et Scharfenberg, 1805)
- Phyllobius (Phyllobius) betulinus hellenicus Apfelbeck, 1916

## Wygląd

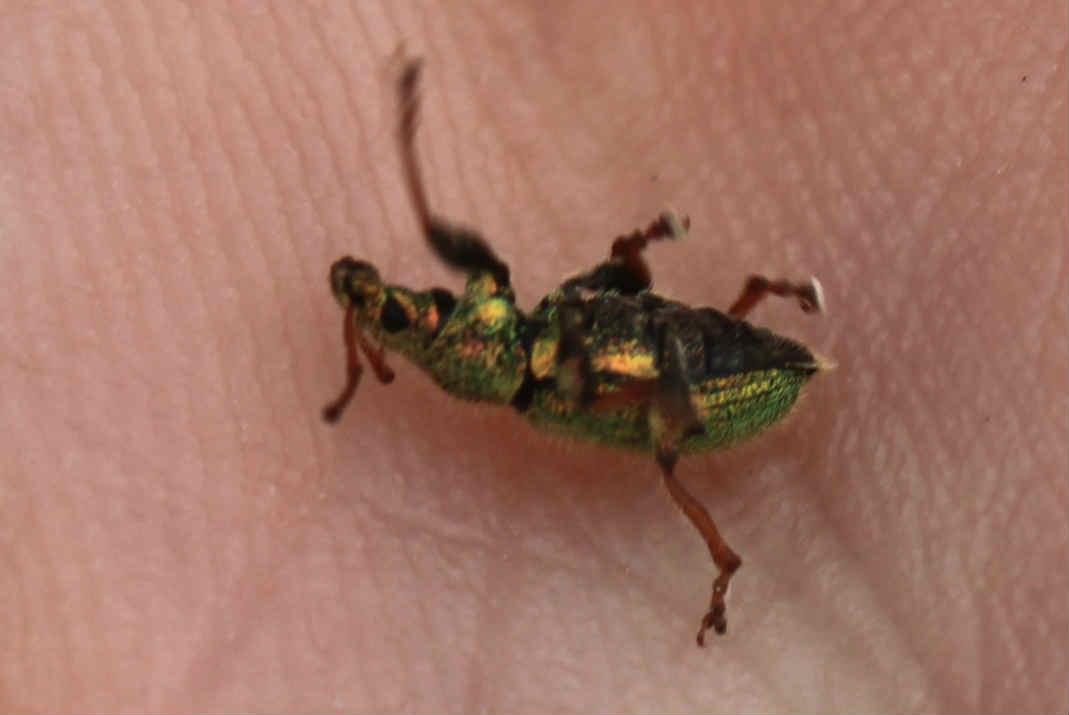
Widok od spodu

Chrząszcz o ciele długości od 3,5 do 5 mm. Wierzch przedplecza i pokryw ma gęsto porośnięty jasnymi, odstającymi włoskami. Zielone lub złociste łuski porastają: boki przedplecza (wyjątkowo też jego wierzch, ale są tam wtedy rzadziej rozmieszczone i cieńsze), niezbyt gęsto pokrywy, gęsto przednie biodra i rejony przedpiersia ponad nimi, a w formie jasnych plam: episternity i epimeryty śródpiersia i zapiersia. Barwa czułków i odnóży jest żółtoczerwona z ciemniejszymi udami. Pokrywy mają łuski okrągławe, sterczące włoski o długości większej niż szerokość międzyrzędów oraz odgiętą listewkę w tyle, zaopatrzoną w pojedyncze łuski. Odwłok jest owłosiony, ale pozbawiony łusek. Odnóża mają zrośnięte pazurki, duże i szerokie zęby na udach, a te przedniej i środkowej pary mocno zaostrzone zewnętrzne krawędzie goleni.

## Ekologia i występowanie
Owad ten zasiedla suche i ciepłe stanowiska w lasach liściastych i mieszanych, nasłonecznionych skrajach lasów i zarośli, dolinach rzecznych, nasłonecznionych stokach i wrzosowiskach. Imagines spotyka się od maja do lipca. Prowadzą aktywność dzienną. Są polifagiczne. Żerują na liściach brzóz, olch oraz drzew i krzewów z rodziny różowatych, np. różach, głogach, śliwie tarninie i wiśni ptasiej. Larwy przechodzą rozwój, odżywiając się korzeniami.
Gatunek zachodniopalearktyczny, głównie południowoeuropejski. W Europie stwierdzony został w Portugalii, Hiszpanii, Francji, Holandii, Niemczech, Łotwie, Litwie, Szwajcarii, Austrii, Polsce, Białorusi, Czechach, Słowacji, na Węgrzech, Ukrainie, w Chorwacji, Bośni i Hercegowinie, Serbii, Czarnogórze, Mołdawii, Rumunii, Bułgarii, Albanii, Macedonii Północnej, Grecji i Rosji. W Azji znany jest z Bliskiego Wschodu i Kaukazu. W Polsce jest rzadko obserwowany, znany głównie z południowej części kraju.